# لایکا ۲۵۰ رپورتر
لایکا ۲۵۰ رپورتر (به انگلیسی: Leica 250 Reporter) یک دوربین عکاسی تک‌لنزی بازتابی ساخت شرکت لایکا است.